# 정수장학회
(재)정수장학회(正修獎學會) 또는 5.16 장학회는 대한민국의 장학 재단이다. 1962년 6월 4일 국가재건최고회의 연구보고(국무회의)에서 「5·16 장학회 설립」안이 보고되었다. 설립 취지는 5.16을 계기로 국가재건과 인간개조의 혁명정신이 세대를 이어가며 청소년들 사이에서 전해흐르는 장학사업을 범국민적이며 거족적으로 추진하는 중심기구가 되고자 하는 데 있다. 장학 사업은 중·고등학교와 대학교 및 석사·박사 학위 과정, 기타 연구생 등을 대상으로 하였고, 장학기금은 국내외 기부금(희사금)으로 마련하고자 하였다. 보고 이전부터 미국 하와이 재외교민들로부터 1만 달러의 설립자금이 들어왔으며, 민간 인사들도 기부 의향을 밝혀왔다.

## 역사
경제적인 어려움으로 학업과 연구를 할 수 없는 유능한 인재들을 지원하기 위해 5.16 이후 대한민국 통치기구가 된 국가재건최고회의 문교사회위원회가 세운 단체이다. 그 전신은 1958년 김지태가 설립한 부일장학회다. 김지태는 그동안 꾸준히 친일 의혹이 있던 부산 출신의 기업인으로, 자신에게 적용된 농지개혁법 위반, 탈세, 밀수 등의 혐의를 무마하기 위해 1962년 박정희 정부에게 부일장학회와 부산일보, 문화방송(MBC)를 넘겼다.
1962년에 5·16장학회로 설립했으나 1979년 박정희의 사후 1982년 박정희의 ‘정’과 그의 부인 육영수의 ‘수’를 따와 현재의 이름으로 바꾸었다. 현재 문화방송 지분 중 30% 그리고 부산일보 지분 100%를 보유하고 있다. 박근혜가 8대 이사장을 역임했고, 최필립 9대 이사장을 이어 김삼천이 10대 이사장을 맡고 있다. 국가에 헌납했다던 부일장학회를 이어받은 정수장학회는 현재 박근혜 측근이 이사장을 맡고 있다.

## 운영
정수장학회는 주로 박정희의 친인척과 측근이 운영하여 왔다. 박정희의 동서인 조태호와 딸인 박근혜가 각각 5·8대 이사장을 지냈고, 이후락 전 중앙정보부장, 박준규 전 부산일보 사장, 진혜숙 전 청와대 총무비서 등 측근들이 이사를 지냈다. 정수장학회는 장학 활동을 통해 ‘인적 네트워크’도 구성하고 있다. 장학생들은 대학에 다닐 때는 ‘청오회’, 졸업 뒤에는 ‘상청회’라는 모임에 가입된다. 1966년 만들어진 상청회는 교수 회원이 400여명이며, 김기춘 전한나라당 의원과 현경대 새누리당 제주도당위원장 등 정치인도 가입되어 있다.

## 자산
2012년 현재 정수장학회의 자산은 다음과 같다.
| 종류   | 내용                                             |
| ------ | ------------------------------------------------ |
| 주식   | MBC 지분 30% (6만주) 부산일보 지분 100% (20만주) |
| 부동산 | 서울 중구 정동 경향신문사 부지 2,385m²           |
| 금융   | 은행예금 200억                                   |
| 기타   | 주상복합아파트 한 채                             |
| 총자산 | 238억 6000여만원                                 |

1995년 9월 22일 약 130억의 자산을 보유하고 있던 정수장학회는 15년 동안 100억원 가량의 자산이 늘어났다.

## 이사장
1962년 7월 14일 설립된 정수장학회의 역대 이사장은 다음과 같다.
| 명칭                              | 성명   | 임기            | 이력                                                |
| --------------------------------- | ------ | --------------- | --------------------------------------------------- |
| 5.16 장학회                       | 이관구 | 1962년 ~ 1965년 | 재건국민운동본부장                                  |
| 5.16 장학회                       | 엄민영 | 1965년 ~ 1968년 | 국가재건최고회의 의장 고문                          |
| 5.16 장학회                       | 김현철 | 1968년 ~ 1979년 | 국무총리, 공화당 창당 발기인                        |
| 5.16 장학회                       | 최석채 | 1979년 ~ 1980년 | 박정희 전 대통령 친구                               |
| 1982년 1월 14일 정수장학회로 개칭 |        |                 |                                                     |
| 정수장학회                        | 조태호 | 1980년 ~ 1988년 | 박근혜 이모부                                       |
| 정수장학회                        | 김창환 | 1988년 ~ 1992년 | 육영재단 어린이회관장                               |
| 정수장학회                        | 김귀곤 | 1992년 ~ 1995년 | 장학금 수혜자 모임 상청회 고문                      |
| 정수장학회                        | 박근혜 | 1995년 ~ 2005년 | 새누리당 대선후보, 18대 대통령                      |
| 정수장학회                        | 최필립 | 2005년 ~ 2013년 | 박정희 전 대통령 공보비서관(1978) 리비아 대사(1990) |
| 정수장학회                        | 김삼천 | 2013년 ~ 2024년 | 상청회 회장                                         |
| 정수장학회                        | 허원제 | 2024년 ~        | 방송통신위원회 부위원장 대통령비서실 정무수석비서관 |

## 논란
부일장학회를 소유한 김지태는 5.16 쿠데타로 집권한 박정희 정권에게 부일장학회와 부산일보, mbc를 넘겼다. 국가에 헌납했으나 소유는 박정희 일가가 독점하고 있다. 쿠데타로 집권한 박정희 군사정권은 당시 부산의 대표적 기업인이자 부산일보 사주이던 김지태 씨를 부정축재자로 몰아 김 씨의 재산인 부산일보와 한국문화방송, 부산문화방송을 강탈해 5·16장학회를 출범시켰다. 정수장학회의 설립경위 및 실소유주에 대한 논란이 존재한다. 또한 횡령과 탈세의혹이 일기도 했다.

### 설립 과정 논란
5.16장학회의 모태인 부일장학회의 소유권이 이전되는 과정이 법률적·정치적으로 하자가 없는 ‘기업가의 헌납’이냐, 아니면 ‘권력의 강탈’이냐 여부가 논란이다. 또한 국가로 헌납한 재산을 5.16 장학회로 불법 이전한 것도 논란이 되고 있다. 부일장학회는 김지태의 재산으로 만들어진 장학회였다. 김지태는 5.16 이듬해인 1962년 3월 재산해외도피 혐의 등으로 당시 중앙정보부에 체포돼 두 달 정도 구금생활을 하다 부일장학회와 부산일보, 한국문화방송, 부산문화방송 등의 운영권 포기각서를 쓴 며칠 뒤 공소취하로 풀려났다. 박근혜는 여러 언론과의 인터뷰에서 "부일장학회의 재산 포기는 헌납이었다"고 주장했다. 하지만 김지태의 큰아들 김영구 전 조선견직 회장은 "그해 5월 25일 부산 군수기지사령부 법무관실에서 아버지가 수갑을 찬 상태로 운영권 포기각서에 서명하고 도장을 찍었다"며 "내가 장남이라 인감 도장을 가지고 가, 현장을 똑똑히 목격했다"고 주장했다. 5.16 장학회는 김지태가 재산을 '헌납'한 닷새 뒤 설립됐다.
그러나 김지태의 부일장학회는 애초에 이름만 있지 형체가 없는 소규모 단체에 지나지 않았다. 기본적으로 장학재단을 설립하려면 문교부의 인가를 받아야 하며, 기본 재산 보유가 필수적인 설립 요건인데, 부일장학회는 공익재단으로 설립허가를 받은 적도 없고 기본재산 또한 단 한푼도 없었기 때문이다. 이는 곧 부일장학회라는 비영리법인은 법적으로 존재하지 않았음을 뜻한다. 거기다 정수장학회가 김지태가 100% 전부를 기부한 것은 아니다. 현 정수장학회 재산의 15.96%만 김지태가 기부하고, 나머지는 이병철 삼성그룹 회장, 박흥식 화신산업 사장 등 국내기업인과 일반국민, 재미교포 등이 기부한 기금이다. 여기에 석호필박사 같은 친한파 외국인들이 기부한 자금도 자료를 통해 알 수 있다.
정수장학회는 겉으로는 공익으로 포장했지만 실제로는 이를 사유화하고 있다는 비판도 있는데, 실제 박근혜는 1995년부터 2005년까지 정수장학회 이사장직을 맡기도 했다. 이와 관련하여 김영삼은 정수장학회와 육영재단을 '부정축재의 수단'이라고 비판하기도 했다. 이에 앞서 2005년 언론노조 정수장학회 공동대책위는, 정수장학회의 문화방송 주식, 부산일보 주식, 영남대, 부동산 등 그 재산을 최소 1조원이라고 추산했으며, 많게는 10조원에 이를 수도 있다고 보았다.

### 정수장학회 불법 헌납 확인
국가정보원 과거사건진실규명을 통한발전위원회는 2005년 7월 22일 부일장학회(현 정수장학회) 헌납과 경향신문 매각 의혹 사건 조사결과를 발표했다.
- 첫째, 박정희 국가 재건 최고회의 의장의 지시에 의해 수사되었음이 당시 중앙정보부 지부장이었던 박용기씨의 진술에서 확인되었으며,
- 둘째, 62년 6월 20일 김지태가 구속상태에서 강압에 의해 작성된 기부승낙서에 서명을 했으나 이마저도 구속 중 기부의 의혹을 지우기 위해 석방 이후인 6월 30일로 변조되었음이 국립과학수사연구소의 필적감정에 의해 확인되었으며,
- 셋째, 박정희 최고회의 의장의 대구사범 동기인 부산일보 주필 황용주의 석방을 빌미로한 김지태에 대한 재산포기 종용이 사실로 밝혀졌으며,
- 넷째, 경향신문의 매각과정에서도 중앙정보부장 김형욱을 앞세워 몇 번의 간첩사건을 통해 압력을 행사하였음이 확인되었으며,
- 다섯째, 일련의 과정 속에 중앙정보부와 국가재건 최고회의를 비롯한 국가 주요기관의 조직적이고 치밀한 계획 하에 이루어졌음이 국가기관에 의해 최초로 사실로 규명되었다.[16][17][18]

박근혜는 정수장학회를 국가헌납 또는 이사진을 교체해야 한다는 주장에 대해 정수장학회와 자신은 관련이 없다고 주장했다. 박근혜는 정수장학회는 공익재단이기 때문에 이사진이 곧 주인이며, 이미 사회에 환원된 것이기 때문에 더 이상 환원할 수 없다고 주장했다. 하지만 이런 발언에 대해 '그렇다면 그들 주장대로 공익법인인 육영재단을 두고, 박근혜의 형제들끼리 싸우는 이유가 무엇이냐'며 박근혜의 인식과 그 가족의 행태에 대한 비판도 끊이지 않고 있다.
2007년 5월 29일 진실 화해를 위한 과거사위원회는 5.16 군사쿠데타로 집권한 정부가 정수장학회(옛 부일장학회) 재산을 강탈했다고 결론내렸다. 1962년 부산의 실업가 김지태 씨가 토지와 문화방송 주식 등 재산을 국가에 헌납한 것은 구속 수사 등 국가권력의 강압 때문이었다고 판단했다. 과거사위원회는 국가가 김 씨 유족에게 사과하고 헌납받은 재산도 반환하라고 권고했다.

### 정수장학회 반환 소송패소
진실규명 결정을 받은 김씨의 유가족들은 2010년 6월에 법원에 정수장학회와 국가를 상대로 낸 주식양도 등 청구소송을 냈다. 김씨 측은 "박 전 대통령이 사망하고 난 이후 1980년에 토지 반환청구 의사를 표시했고, 과거사정리위원회의 진실규명 결정을 송달받은 이후 손해배상을 청구한 것이므로 공소시효가 남아있다"고 주장했다.
하지만 부산에서 진행된 소송에서 1·2심 재판부는 모두 "김 씨가 강박으로 인해 스스로 의사결정을 할 수 있는 여지를 ‘완전히’ 박탈당한 상태에서 토지를 헌납했다고 보기는 어렵다"며 "증여의 의사표시는 강박을 이유로 취소할 수 있지만 김씨가 주식을 증여한 1962년 6월 20일부터 10년이 경과할 때까지 증여 행위를 취소했다고 볼 증거가 없으므로 취소권은 이미 소멸했다"고 밝혔다. (사건번호: 2010가합56697) 대법원은 2014년 2월 13일 김지태씨 장남 영구 씨를 비롯한 유가족 6명이 정수장학회와 국가를 상대로 낸 주식양도 등 청구소송 상고심에서 심리불속행 기각 결정을 내렸다.
즉, 군사정부 시절 이루어진 김지태의 개인 재산 기부는 (박정희 정부 및 중앙정보부의 ‘강압’이 일부 있었다 할지언정) 증여 행위 취소를 요청하지 않았기 때문에 '완전한 강탈'은 아니라는 것이 재판부의 공식 판결이며, 김지태 본인이 구속상태를 면하기 위해서 군사정부와 협상을 벌인 결과로 해석할 수 있을 것이다.

### 2012 대선 정치 쟁점화
2012년 대선에서 박근혜 후보의 검증 과정에서 정수장학회 문제가 거론되고 있으며 정치쟁점화되었다. 야권에서 진상규명 요청과 정치쟁점화를 주도하였다. 반대로 박근혜 후보와 새누리당 측은 김지태가 친일 행적을 했다고 주장하였다. 김지태의 친일의혹을 살펴보면 다음과 같다.
김지태는 일본인 교장의 추천을 받아 일제 식민지 수탈의 핵심 기관인 동양척식주식회사 부산지점에 입사하였다. 당시 내선일체를 강조하던 시대 분위기를 감안하면 김지태가 일본인 교장의 추천을 받아 입사했다는 사실은 논란의 소지가 있다.
김지태는 자신의 자서전 '나의 이력서'(1976)에서 자신이 동양척식주식회사에 입사해 직무에 충실했던 내용을 쭉 썼다. 1927-32년에 동양척식주식회사에서 말단 사원으로 5년간 근무한 것만으로는 친일파라 하긴 어렵다는 일각의 주장이 있으나, 5년은 당시 시대상을 감안했을 때 민간 경력으로 결코 짧은 시간이 아니었다. 이는 동시대 인물들의 이력에서 그대로 나타난다. 언론인을 비롯해 일제시대의 엘리트들 중 민간 분야에서 10년 근속은 거의 찾아보기가 힘들다. 따라서 당시 5년 경력은 현재와 판이하게 다르다고 할 수 있는 짧지 않은 기간이다. 다른 정황증거들과 함께 종합해서 보면 김지태의 친일 의혹은 더 짙어진다.
김지태의 자본가로서의 시초는 1932년 동양척식주식회사에서 불하받은 울산 땅 2만 평이었다. 김지태가 일제로부터 불하받은 땅에서 수확한 벼는 분할상환금을 갚고도 매년 100석 이상의 쌀이 남았다고 한다. 당시에 일본인도 1만평 이상 불하받기 힘들었는데, 김지태가 동양척식주식회사에서 5년을 근무했다고 일제에서 퇴직금으로 2만평을 내주었다는 점은 눈여겨 볼만한 사실이다. 김지태 평전(문항라 저고리는 비에 젖지 않았다, 2003년 석필출판사)에서도 동양척식주식회사의 불하가 '엄청난 특혜'였음을 기록하고 있다.
김지태는 동양척식주식회사가 준 땅을 담보로 1934년에 대출을 받아 인조견을 생산하는 부산진직물공장을 인수하게 된다. 첫 사업이 실패로 끝나자, 그는 직물 사업을 하면서 알게 된 일본의 직물도매상 하기노 상점의 소개로 일본 오사카에 있는 이시이(石井) 철공소를 찾아가 지류 관련 기계들(고속 권지(捲紙)기기)을 주문하고 3개월 동안 실습했다. 여기서 동양척식주식회사 시절 불하받은 땅이 그의 사업 재기의 계기가 된다. 김지태는 귀국하여 울산농장을 담보로 부산 제2금융조합에서 융자를 받아 1935년 9월 범일동에서 조선지기(紙器)주식회사를 설립한다. 원료는 일본 굴지의 제지회사인 왕자제지와 태양제지에서 공급받았는데 사업은 날로 번창했다. 조선지기(紙器)주식회사 설립 1년 뒤인 1937년 발발한 중일전쟁으로 전쟁 특수까지 겹쳐 사업은 한층 더 활기를 띄게된다.
사업에 자신이 생긴 김지태는 조선지기(紙器)주식회사의 지류 생산업에 머물지 않고 일제의 또 다른 수탈기구인 조선식산은행 부산지점에서 거액을 대출받아 지류 무역업에까지 사업을 확장했다. 1970년 9월 19일 매일경제 기사를 보면 이 때 조선식산은행의 일본인 부산지점장은 김지태가 동척에 근무하던 시절 바둑을 같이 두던 상대로, 이러한 인연으로 그에게 상당한 자본을 빌려주었다고 한다. 식산은행은 동양척식주식회사와 함께 독립운동가 나석주가 폭탄 투척을 고려했던 일제의 대표적인 식민 수탈 기구였다. 한편, 김지태는 부동산업에도 손을 대 부산뿐 아니라 김해와 동래, 경주에까지 진출해서 기존 울산농장 외에 동래와 김해의 농토를 중심으로 목산(牧山)농장을 설립하는 한편 부산부동산회사까지 설립하게 된다.
1938년 5월 6일 자 동아일보 기사를 보면, 김지태가 충남 예산군 광시면에 있는 대흥금산을 광업권자로부터 매수하였다는 기사가 나온다. 당시 광산 사업은 일제의 도움 없이는 원활히 진행하기가 어려웠다는 점에서 이 또한 김지태가 일제에 협력하여 사업의 번창을 도모했다는 ‘간접증거’ 또는 ‘정황증거’로 고려될 수 있을 것이다.
김지태의 또 다른 친일의혹은 그가 일제의 전쟁수행을 위한 군수사업을 했다는 것이다. 지류와 부동산업으로 거대자본을 축적한 김지태는 1943년 일본인이 경영하던 조선주철공업합자회사를 인수하게 된다. 이 회사는 주물 위주의 기계류를 생산했는데 때마침 태평양전쟁 중이라 군수품 공업의 호경기에 편승할 수가 있었다. 그 무렵 김지태는 38세 젊은 나이로 부산에 거주하는 한국인 중 호별세를 가장 많이 낼 정도로 재산가로서의 탄탄한 기반을 갖고 있었다.
이처럼 김지태는 부산진직물공장, 조선지기(紙器)주식회사, 조선주철공업합자회사 등을 운영하면서 군복, 포장상자, 군수물자 생산을 하였고 전쟁특수로 돈을 번 것이다. 즉, 중일전쟁 시기부터 일제 군납사업을 한 것은 사실이고, 결국 친일파 의혹은 이례적인 일제의 특혜에서 기인한다고 봐도 무방하다. 일제강점 하 반민족행위 진상규명에 관한 특별법 제2조(정의)에 따르면 14. 일본제국주의의 전쟁수행을 돕기 위하여 군수품 제조업체를 운영하거나 대통령령이 정하는 규모 이상의 금품을 헌납한 행위 역시 친일반민족행위로 지목하고 있다. 김지태 본인 역시 동양척식주식회사로부터 울산 지역 2만평의 전답을 10년 분할상환 조건으로 불하 받아 이를 기반으로 중일전쟁의 일제 군수사업으로 부를 이뤘다고 자신의 회고록에서 밝힌 바 있다.
김지태는 광복 이후 적산(敵産) 기업이던 아사히견직(조선견직주식회사의 전신)의 관리인을 맡게되었고, 이렇게 인수한 조선견직을 통해 세를 확장해나갔다. 1954년 신발제조공장으로는 당시 전국 최대 규모였던 삼화고무를 인수해 전국 10대 재벌의 반열에 오르게 된다.
1960년 4.19 혁명 당시 김지태는 부정축재자 명단 1호에 올랐으며, 당시 부산 학생들은 김지태의 집으로 몰려가 “악질친일재벌을 처단하라”며 목소리를 높였다고 한다. 자유당 시절에 국회 국방위원회 소속으로 20여만 평의 농지를 편법으로 구입한 바 있는데, 이것이 부산 지역 민심을 격발시켰던 것이다. 이 당시 흥분한 시민들이 김지태의 집으로 몰려가 소란을 피우고 심지어 똥물을 뿌린 일이 있다.
정황증거상 친일파로 볼 여지는 많으나, 반민족행위특별조사위원회의 친일명단이나 친일인명사전에 수록된 바는 없다. 친일인명사전을 정리할 때 정권의 영향력을 우려하는 시각이 있었다. 노무현 정부 시절이던 2003.8.24일 민주당은 <일제강점하친일반민족행위진상규명에관한특별법>을 발의했다. 원안에는 친일행위 대상을 "은행회사 등의 간부 또는 직원으로서 우리 민족의 재산을 수탈한 행위, 경제침탈을 위해 일본제국주의가 만든 각종 경제기관과 단체에 재직한 자 중 침탈행위에 적극협력한 자"로 규정하였다. 이에 근거하면 김지태는 친일명단에 당연히 포함된다. 그러나 이후 무슨 이유에서인지 규정이 변경되었다. 개정안에는 "동양척식주식회사 또는 식산은행 등의 중앙 및 지방조직 간부로서 우리민족의 재산을 수탈하기 위한 의사결정을 중심적으로 수행하거나 그 집행을 주도한 행위"로 친일행위 대상이 축소되었고 이 기준에 의해 김지태는 친일인명사전에서 빠지게 됐다(개정안은 2004.3.2일 본회의 통과).
참고로 2012년 대한민국 법원에서는 김지태 친일을 주장했던 박근혜의 사자명예훼손 혐의를 "혐의없음"으로 종결시켰다. 2019년 김지태 유족들이 제기한 곽상도·나경원·민경욱 의원의 사자명예훼손 혐의 역시 무혐의로 종결되었는데, 이는 일반 국민들의 상식으로 비추어보았을 때 김지태가 친일을 했다고 판단할 수 있는 상당한 근거가 있기 때문이라고 볼 수 있다. 법원의 판결과는 상관없이 현재 김지태 유족들은 민간인들을 대상으로 집단 사자명예훼손 소송을 걸고 있다. 담당 법무법인은 율립으로, 민변 소속인 하주희가 대표변호사로 있다.

## 정수장학회 출신 인사
지난 1962년 설립 이후 정수장학회(5.16장학회 포함)의 장학금을 받은 이들은 2013년 당시 3만8000여 명에 이르는 것으로 알려졌다.
우선 정계 인물들로는 새누리당에 김기춘, 현경대, 김기도, 강성구 전 의원과 김재경 의원, 민주당 손봉숙, 채수찬, 홍창선 전 의원과 오제세 의원, 자유선진당 박선영 전 의원 등이 있다. 그중 김기춘, 현경대 전 의원은 상청회장 출신으로 상청회의 양대 축으로 꼽힌다. 두 의원은 지난 대선에서 박 대통령의 원로자문그룹으로 활약했었다.
또 법조계에서는 신승남 전 검찰총장, 주선회 전 헌법재판관, 허만 서울고등법원 부장판사와 성영훈 전 대검찰청 공판송무부장 등이 정수장학회 출신이고, 행정관료계에서는 서석준 전 경제부총리, 안병영 전 교육부총리, 임상규 전 농림부 장관 등이 정수장학회 출신이다.
방송·체육계에서도 축구해설가 신문선씨, 양상문 전 프로야구 롯데 감독, 정은아 아나운서 등이 정수장학회 출신이다. 하지만 상청회 회원들이 가장 많이 진출한 영역은 학계다. 상청회 회원 중 약 400명이 현재 전국 각 대학에서 교수로 활동하고 있다. 이들 교수들 중 몇몇은 자발적으로 청오회 회원들을 지도하며 상청회 회원으로서 활동을 펼치고 있다.

## 같이 보기
- 김지태
- 부일장학회
- 육영재단
- 조선견직
- 청계 (재단법인)
- 한국생사
- IMBC
- 국가재건최고회의